# غوزون
غوزون (بالفارسية: گوزون) هي قرية في مقاطعة خواهان في ولاية بدخشان في شمال شرق أفغانستان.